# Fábrica explosiva Hessisch Lichtenau
La fábrica de explosivos Hessisch Lichtenau fue una fábrica de explosivos construida durante el período nacionalsocialista desde 1936 al norte de la pequeña ciudad de Hessisch Lichtenau en la entonces provincia prusiana de Hesse-Nassau. Fue construido en nombre y por cuenta de la Wehrmacht alemana a través de un sistema de financiación y administración estatal encubierto (→ esquema Montan), mientras que la operación real estaba en manos de la empresa m.b.H. para el reciclaje de productos químicos (química de reciclaje) como subsidiaria de Dynamit AG (DAG).
El nombre de camuflaje de la planta de explosivos era Friedland. Las plantas y edificios de la fábrica, que no fueron destruidos en la Segunda Guerra Mundial, se convirtieron en la actual zona industrial de Hirschhagen de la ciudad de Hessisch Lichtenau después de 1945.

## Historia
La fábrica de explosivos se construyó en el contexto del armamento de la Wehrmacht, que comenzó en 1935, como resultado de la llamada toma del poder por los nacionalsocialistas el 30. Enero de 1933. Para poder cumplir con las enormes necesidades de municiones de la Wehrmacht en caso de guerra, las capacidades de producción en el sector de pólvora y explosivos limitada por el Tratado de Paz de Versalles tuvieron que ampliarse significativamente. En consulta entre la Oficina de Armas del Ejército y los fabricantes privados de explosivos, comenzó la construcción de una serie de "sombras" camuflados, que no debían comenzar la producción hasta el evento de movilización o guerra. Lo que todas estas plantas tenían en común era la ubicación remota en las zonas rurales, la construcción relajada y parcialmente bunkerizada y las medidas de camuflaje.
La pequeña ciudad de Hessisch Lichtenau, que tiene alrededor de 3.000 habitantes a mediados de la década de 1930, estaba ubicada en una región originalmente agrícola y hasta entonces solo tenía dos empresas industriales más grandes (una fábrica de tejidos y una fábrica de cigarros). Los propietarios de estas dos empresas también eran judíos, cuyas empresas se convirtieron en víctimas de la llamada arianización en 1938.
En 1935, se establecieron ubicaciones en todo el Reich Alemán para la construcción de nuevas fábricas de explosivos. La selección de la ubicación de Hessisch Lichtenau se hizo bajo la influencia de Julius Goebel, gerente de distrito del NSDAP en el distrito de Witzenhausen y desde el alcalde nacionalsocialista de estandarización de Hessisch Lichtenau.[Goebel esperaba nuevas oportunidades de trabajo y ganancias para los habitantes de la ciudad y sus alrededores mediante la construcción de la planta. Según sus propias declaraciones, ya se había reunido poco después de la reintroducción del servicio militar obligatorio el 16. Marzo de 1935 recurrió a los servicios militares para lograr la transferencia de una formación de la nueva Wehrmacht a la ciudad local.
El sitio seleccionado estaba ubicado en el Bosque Estatal Hessisch Lichtenau, a unos tres kilómetros al norte de la ciudad. Pertenecía a los distritos de Hessisch Lichtenau, Fürstenhagen y Friedrichsbrück. Después de la construcción de la fábrica de explosivos, se redefinieron los límites municipales y se agregó toda el área de la ciudad de Hessisch Lichtenau para obtener un área municipal uniforme. Desde el punto de vista del planificador, la ubicación ofrecía varias ventajas, como las posibilidades de camuflaje contra la vista voladora debido a la ubicación en una zona forestal mixta, la proximidad a las minas de lignito para el suministro de energía y el depósito de mano de obra en las zonas rurales. En el otoño de 1935, la planificación finalmente se completó.